# Paraclinus fehlmanni
Paraclinus fehlmanni är en fiskart som beskrevs av Springer och Trist, 1969. Paraclinus fehlmanni ingår i släktet Paraclinus och familjen Labrisomidae. IUCN kategoriserar arten globalt som sårbar. Inga underarter finns listade i Catalogue of Life.